# Валтинос, Григорис
Григо́рис Валтино́с (греч. Γρηγόρης Βαλτινός; 7 августа 1955, Фессалоники) — известный современный греческий актёр и театральный режиссёр.

## Детство и юношество
Григорис Валтинос родился в столице Македонии, городе Фессалоники, но его род происходил из города Ксанти, Восточная Македония и Фракия, где он прожил до возраста восьми лет.
Он окончил с отличием Драматическую школу Национального театра Греции.
Параллельно учился пению и танцу.

## Театральная карьера
Театральная карьера Валтиноса началась в 1980 году. Kак молодой актёр он выступал на сцене театральных трупп известных актёров (Фертиса, Меркури, Вуюклаки, Карези-Казакоса, Александракиса-Галинеа, Гьонакиса, Дандулаки, Калогеропулу, Дениси и др.
Впоследствии он играл в главных ролях в постановках разных театральных жанров, от древнего театра Софокла, Еврипида, Аристофана, до современных комедий, прозы и театральных обозрений: Уильямс, Шницлер, Андреев, Тургенев др.
В качестве актёра Валтинос сотрудничал с такими режиссёрами как Дассен, Жюль, Андреас Вуцинас, Франк Хозер, Ко́стас Циано́с, Стаматис Фасулис, Василис Папавасилиу, Гео́ргиос Теодосиадис, Диаго́рас Хроно́пулос, Динос Димо́пулос, Ставрос Цакирис.

## В музыкальных произведениях
Валтинос выступил в мюзиклах Скрипач на крыше и Чехов.
Он выступил в певческой роли Христа в византийской опере Янниса Буфидиса «Распятие», которая впоследствии была записана на диск.
Он также выступил в роли последнего императора Византии, Константина Палеолога, в симфонической кантате Йоргоса Хадзинасиоса «Падение Константинополя» и в главной роли оратории М. Плессаса «Козьма Этолийский».
Через 8 лет после первой постановки Скрипача на крыше Валтинос вновь сыграл роль молочника «Тевье» в античном Одеоне Герода Аттического, а затем в гастролях по всей Греции.

## В роли чтеца
Валтинос выступал в роли чтеца в больших музыкальных произведениях, таких как «Достойно есть» («Αξιον Εστί») Микиса Теодоракиса-Одисеаса Элитиса, «Служба Орфея» («Λειτουργία του Ορφέα» Янниса Маркопулоса-Паноса Теодоридиса, «Свободные осаждённые» («Ελεύθεροι Πολιορκημένοι») Янниса Маркопулоса на стихи Дионисия Соломоса, «Ода Александру Великому» Йоргоса Хадзинасиоса-Йоргоса Папакостаса, «Греция — Рождение и Возрождение в веках» («Ελλάδα- Γέννηση και Αναγέννηση των Αιώνων») Пасхалиса Тониоса-Йоргоса Папакостаса.

## На телевидении
Валтинос играл в главных ролях в телевизионных фильмах и сериалах «Звёздный свет» (Αστροφεγγιά, 1980), «Элефтериос Венизелос» (1980), «Смерть Тимофея Констаса» (1986), «Досье Амазон» (1991), «Три грации» (1991) «Анатомия одного преступления» (1992), «Проба свадебного платья» (1995), «Двойная правда» (1997), «Великий гнев» (1998), «Красный круг» (2000) «Дети Ниобы» (2004), «Любовь» (2005) «Две луны» (2015).

## За рубежом
Исполнение Валтиносом роли Царя Эдипа Софокла, в постановке Национального театра Греции, сопровождалось большим успехом и получило международное признание, поскольку премьера постановки состоялась летом 2000 года в Колизее Рима, в числе мероприятий по случаю его «повторного открытия» после 1.500 лет.
Эта же постановка была представлена в Нью-Йорке и в странах Латинской Америки, получив восторженные отзывы критики.

## Режиссёр
С 1990 года и далее Валтинос выступил в качестве режиссёра многих постановок классического и современного репертуара.
Отметим что в пьесе Кто боится Вирджинии Вулф ? Эдварда Олби в постановке Валтиноса, он также сыграл роль Дорджа.
В 2006 году Валтинос получил премию «Эмилиос Веакис» от Театрального музея, за исполнение роли молочника Тевье в «Скрипаче на крыше».

## Семья
Валтинос женат на Еве Бита и имеет с ней двух сыновей — Никифора и Янниса.
В 2018 году он поддержал Никифора своим участием в детской пьесе «Ал, старый робот» написанной сыном вместе с Томасом Антонатосом.
Никифор также был режиссёром постановщиком этой пьесы .

## 2019 год
Последняя пьеса с участием Валтиноса (с октября 2019 года) — «Строитель Сольнес» Генрика Ибсена.